# Житомислићи
Житомислићи су насељено мјесто града Мостара, Федерација Босне и Херцеговине, БиХ.

## Прошлост
Године 1861. у селу у којем се налазио православни истоимени манастир, било је седам кућа. Оно је и припадало манастиру, налазило се покрај реке Неретве. Припадало је Столачкој нахији.

## Становништво
|             | 2013.        | 1991.        | 1981.        | 1971.        |
| Укупно      | 877 (100,0%) | 198 (100,0%) | 221 (100,0%) | 267 (100,0%) |
| Хрвати      | 760 (86,66%) | 6 (3,030%)   | 6 (2,715%)   | 13 (4,869%)  |
| Срби        | 114 (13,00%) | 187 (94,44%) | 215 (97,29%) | 246 (92,13%) |
| Бошњаци     | 1 (0,114%)   | –            | –            | 5 (1,873%)1  |
| Неизјашњени | 1 (0,114%)   | –            | –            | –            |
| Остали      | 1 (0,114%)   | –            | –            | 3 (1,124%)   |
| Југословени | –            | 5 (2,525%)   | –            | –            |

1. 1 На пописима од 1971. до 1991. Бошњаци су пописивани углавном као Муслимани.

| Демографија | Демографија | Демографија |
| Година      | Становника  | Становника  |
| ----------- | ----------- | ----------- |
| 1961.       | 267         |             |
| 1971.       | 267         |             |
| 1981.       | 221         |             |
| 1991.       | 198         |             |
| 2013.       | 877         |             |